# Кессельфлайш

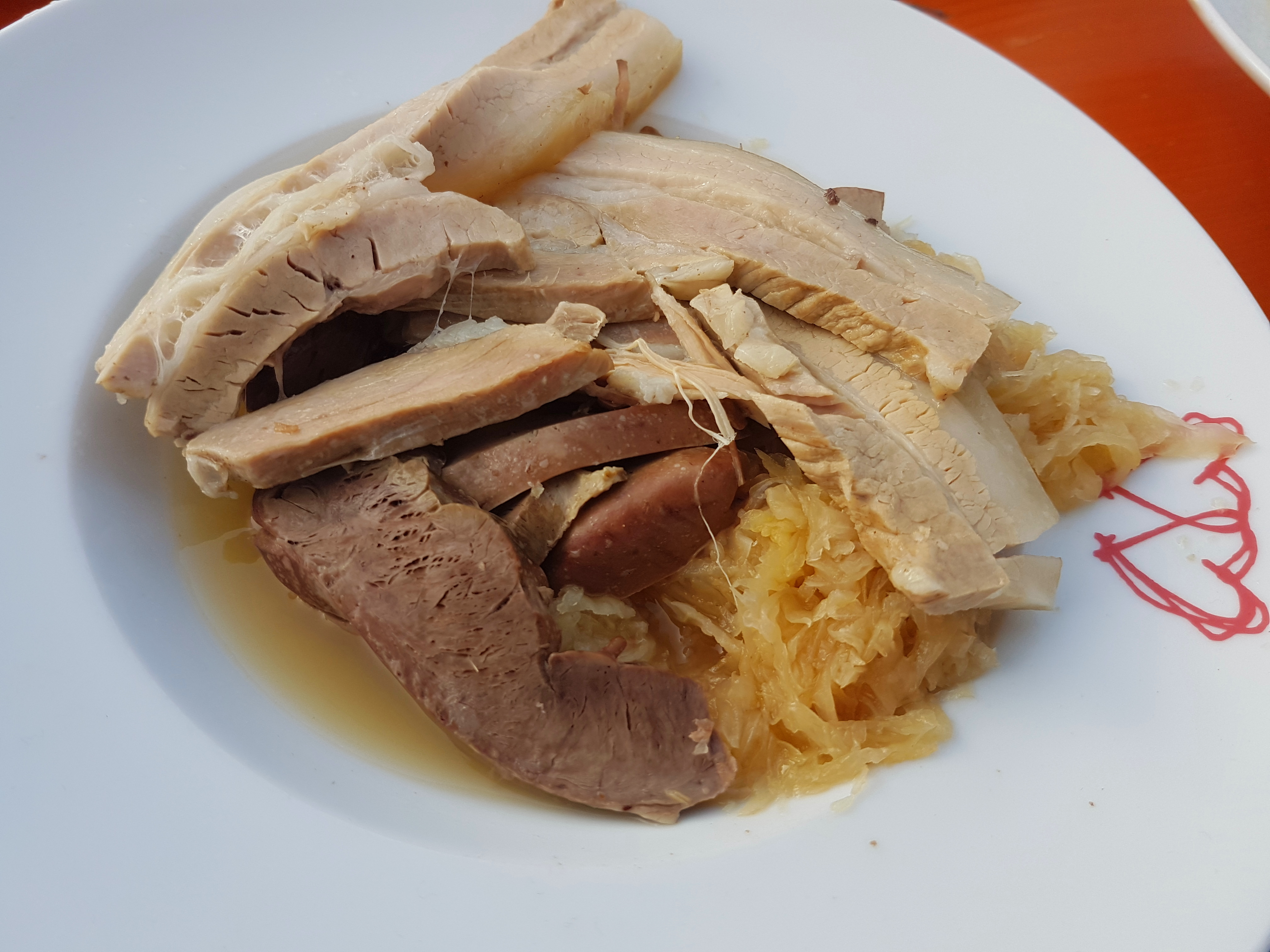
Кессельфлайш, сервированный с квашеной капустой

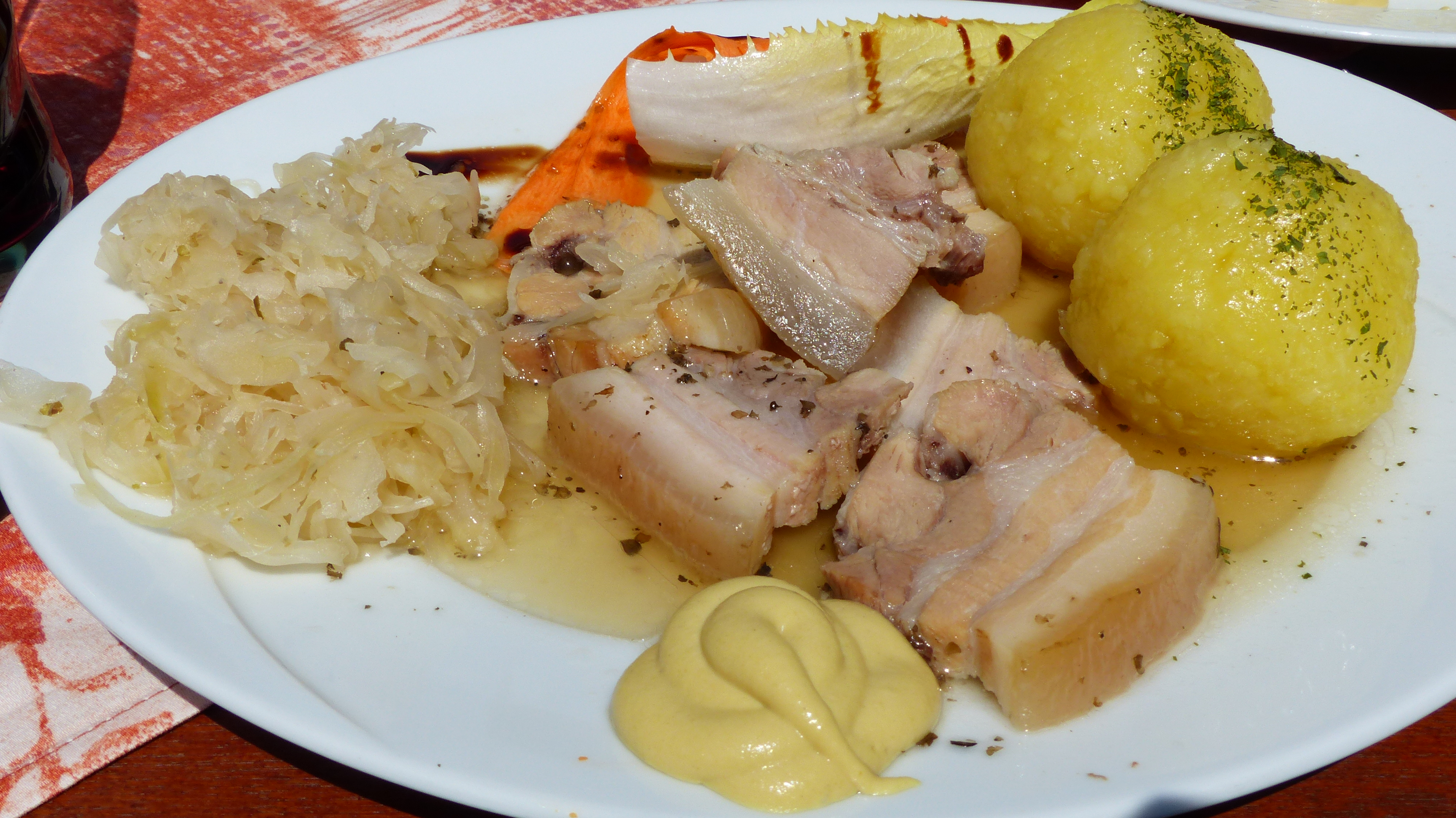
Вельфлайш с квашеной капустой и картофельными клёцками на гарнир

Ке́ссельфлайш (нем. Kesselfleisch — «котловое мясо»), также ве́льфлайш (нем. Wellfleisch — «бурлящее при варке мясо») — мясное блюдо немецкой кухни из свинины, преимущественно пашины, а также субпродуктов (сердца, печени, языка, почек и частично диафрагмы) и свиной головы. Кессельфлайш ставят на огонь на шлахтфест непосредственно после забоя свиньи. У блюда есть также другие региональные названия. В современной Германии кессельфлайш поздней осенью и зимой предлагают трактиры и рестораны, а также мясные лавочки. Во времена, когда немецкие семьи брали свиней на откорм, кессельфлайшем обязательно угощали родню, соседей и работников, помогавших с забоем.
Свежие, ещё тёплые после забоя жирное мясо и субпродукты, приправленные солью, чёрным перцем, репчатым луком и майораном, отваривают в котле на малом огне до готовности и подают с квашеной капустой и хлебом, иногда с картофелем или клёцками, в качестве приправы служит свежий тёртый хрен. Вместе со свежеприготовленными лебервурстом и кровяной колбасой кессельфлайш входит в состав традиционного «забойного блюда» (нем. Schlachtplatte), мясного ассорти.